# Habronattus divaricatus
Habronattus divaricatus là một loài nhện trong họ Salticidae.
Loài này thuộc chi Habronattus. Habronattus divaricatus được Richard C. Banks miêu tả năm 1898.